# Монцабонзе
Монцабонзе (Монцабон; нем. Monzabonsee) — высокогорное озеро Северных Известняковых Альп. Располагается на территории округа Блуденц в федеральной земле Форарльберг на западе Австрии. Относится к бассейну ручья Цюрсбах, правого притока реки Лех.
Монцабонзе находится на высоте 2226 м над уровнем моря в восточной части общины Лех. Площадь озера составляет около 0,48 га.
Сток из озера идёт на юг через ручей Монцабонбах (нем. Monzabonbach), правый приток Цюрсбаха.
Вода в озере очень мягкая (1 °dH), слабокислая (pH 6,8), с концентрацией кислорода — 8,8 мг/л.